# 梅尔基施卢赫
梅尔基施卢赫（德語：Märkisch Luch）是德国勃兰登堡州的一个市镇，隶属于哈弗尔兰县。总面积为71.53平方千米，截至2020年总人口为1265人。